# Ischioloncha wollastonii
Ischioloncha wollastonii là một loài bọ cánh cứng trong họ Cerambycidae.